# 세키가와역
세키가와역(일본어: 関川駅 세키가와에키[*])은 일본 에히메현 시코쿠추오시에 있는 시코쿠 여객철도 요산선의 역이다. 역 번호는 Y27이다. 단선 승강장 1면 1선의 구조를 가지는 지상역이자 무인역이다.

## 역 주변
- 세키가와 역은 전원지대이자 민가 주변에 위치해 있다.

## 역사
- 1961년 4월 15일 : 개업.
- 1987년 4월 1일 : 민영화에 의해, 시코쿠 여객철도가 승계.

## 인접 정차역
| 시코쿠 여객철도 요산선      | 시코쿠 여객철도 요산선 | 시코쿠 여객철도 요산선      |
| --------------------------- | ---------------------- | --------------------------- |
| Y 26 이요도이 다카마쓰 방면 | 요산 선                | 다키하마 Y 28 마쓰야마 방면 |